# Intrakranialt tryk
Intrakranialt tryk (ICP eller IKT) er det tryk der er inde i kraniet og derfor i hjernevævet og cerebrospinalvæsken (CSF). ICP er målt i millimeter kviksølv (mmHg), og i hvile er den normalt 7-15 mmHg for et oprejst voksen. Kroppen har forskellige mekanismer hvorved den holder ICP stabilt, hvor CSF-trykket varierer med omkring 1 mmHg hos en normal voksen gennem ændringer i produktion og absorption af CSF. Ændringerne i ICP tilskrives volumeændringer i en eller flere af de bestanddele der findes i kraniet. CSF-tryk har vist sig at være influereret af pludselige ændringer i intrathorakisk tryk ved hosten (intraabdominalt tryk), valsava manøvre og kommunikation med blodkar (venøse og arterielle systemer).